# Geferson
Geferson Cerqueira Teles (ur. 13 maja 1994 w Lauro de Freitas) – brazylijski piłkarz występujący na pozycji obrońcy w bułgarskim klubie CSKA Sofia. Były reprezentant Brazylii do lat 17. W 2015 został powołany do kadry Brazylii na turniej Copa América 2015 w miejsce kontuzjowanego Marcelo.

## Sukcesy

### Internacional
- Campeonato Gaúcho: 2015